# Tribunal Federal de Recursos

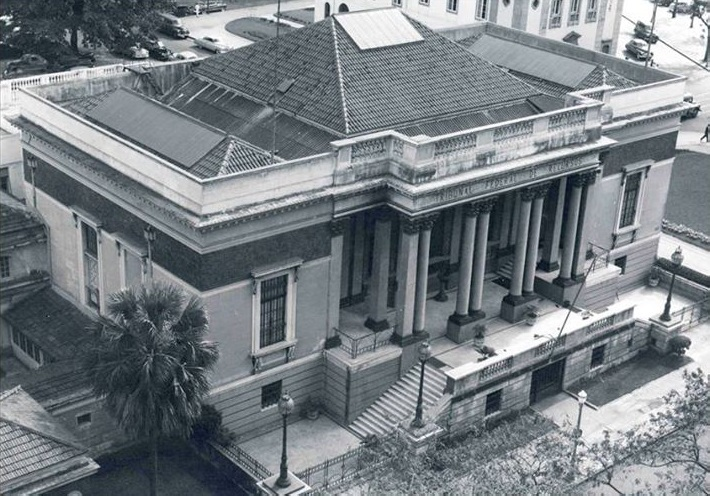
Sede do Tribunal Federal de Recursos, no Rio de Janeiro

O Tribunal Federal de Recursos (TFR) foi um dos órgãos máximos do Poder Judiciário do Brasil.
Criado pela Constituição de 1946 (arts. 103/105), tinha como função os julgamentos de ações em que constasse, como interessada, a União ou autoridade federal, ressalvada a competência da Justiça Eleitoral e da Justiça Militar. 
Originalmente, era composto por nove juízes, nomeados pelo Presidente da República, após aprovação da escolha pelo Senado Federal, sendo seis deles dentre magistrados e três dentre advogados e membros do Ministério Público.  
A partir de 1965, com a recriação da justiça federal de primeira instância, passou a julgar os recursos dali originários e, ainda, os conflitos de jurisdição entre os juízes federais.
O Ato Institucional nº 2, de 27 de outubro de 1965, emendando a Constituição, alterou sua composição para treze juízes, sendo oito entre magistrados e cinco entre advogados e membros do Ministério Público. 
Havia previsão constitucional de criação de outros Tribunais Federais de Recursos, através de lei, mediante proposta do próprio tribunal e aprovação do Supremo Tribunal Federal (STF), em diferentes regiões do país.
Com a Constituição de 1967, seus membros passaram a ser denominados de ministros e foi prevista a criação, por lei complementar, de mais dois tribunais, sediados em Pernambuco e em São Paulo, com um número menor de magistrados  (previsão esta retirada com a edição da Emenda Constitucional nº 1, de 1969 ). 
A Emenda Constitucional nº 7, de 1977 alterou sua composição para vinte e sete ministros, sendo quinze dentre juízes federais, indicados em lista tríplice pelo próprio tribunal, quatro dentre membros do Ministério Público Federal, quatro dentre advogados e quatro dentre magistrados ou membros do Ministério Público dos Estados, do Distrito Federal  (e dos Territórios, de acordo com a Emenda Constitucional nº 16, de 1980 ). 
Com a Constituição de 1988, foi extinto e, em seu lugar, criados cinco Tribunais Regionais Federais (TRF), ocorrendo a descentralização prevista desde 1965, passando os seus ministros a integrar o recém-criado Superior Tribunal de Justiça (STJ). 
O último membro do TFR em atividade, no STJ, foi o ministro Nilson Vital Naves, cujo limite de idade (70 anos) foi atingido em 28 de abril de 2010.

## Ministros
Foram ministros do Tribunal Federal de Recursos: 
| Nome                                                       | Naturalidade        |
| ---------------------------------------------------------- | ------------------- |
| Abner Carneiro Leão Vasconcellos                           | Ceará               |
| Adhemar Raymundo da Silva                                  | Bahia               |
| Afrânio Antônio da Costa (primeiro presidente - 1947/1949) | Rio de Janeiro      |
| Aldir Guimarães Passarinho                                 | Piauí               |
| Alfredo Loureiro Bernardes                                 | Rio de Janeiro      |
| Álvaro Peçanha Martins                                     | Bahia               |
| Amando Sampaio Costa                                       | Alagoas             |
| Amarílio Aroldo Benjamin da Silva                          | Bahia               |
| Américo Godoy Ilha                                         | Rio Grande do Sul   |
| Américo Luz                                                | Minas Gerais        |
| Antônio de Pádua Ribeiro                                   | Minas Gerais        |
| Antônio Neder                                              | Minas Gerais        |
| Antônio Torreão Braz                                       | Paraíba             |
| Armando da Silva Prado                                     | São Paulo           |
| Armando Leite Rollemberg                                   | Sergipe             |
| Arthur de Souza Marinho                                    | Paraíba             |
| Caetano Estelita Cavalcanti Pessoa                         | Ceará               |
| Cândido Mesquita da Cunha Lobo                             | Rio de Janeiro      |
| Carlos Alberto Madeira                                     | Maranhão            |
| Carlos Augusto Thibau Guimarães                            | Rio de Janeiro      |
| Carlos Mário da Silva Velloso                              | Minas Gerais        |
| Cid Flaquer Scartezzini                                    | São Paulo           |
| Décio Meirelles de Miranda                                 | Minas Gerais        |
| Djalma Tavares Cunha Mello                                 | Pernambuco          |
| Edmundo de Macedo Ludolf                                   | Rio de Janeiro      |
| Edson Carvalho Vidigal                                     | Maranhão            |
| Eduardo Andrade Ribeiro de Oliveira                        | Minas Gerais        |
| Esdras da Silva Gueiros                                    | Rio Grande do Norte |
| Evandro Gueiros Leite (último presidente - 1987/1989)      | Pernambuco          |
| Francisco de Assis Toledo                                  | Minas Gerais        |
| Francisco de Paula Rocha Lagoa Filho                       | Minas Gerais        |
| Francisco Dias Trindade                                    | Bahia               |
| Geraldo Andrade Fonteles                                   | Acre                |
| Geraldo Barreto Sobral                                     | Sergipe             |
| Hélio Pinheiro da Silva                                    | Rio de Janeiro      |
| Henoch da Silva Reis                                       | Amazonas            |
| Hermillo Schamann Gallant                                  | Rio Grande do Sul   |
| Ilmar Nascimento Galvão                                    | Bahia               |
| Inácio Moacir Catunda Martins                              | Ceará               |
| Jacy Garcia Vieira                                         | Goiás               |
| Jarbas dos Santos Nobre                                    | Pará                |
| Jesus Costa Lima                                           | Ceará               |
| João César Leitão Krieger                                  | Rio Grande do Sul   |
| Joaquim Justino Ribeiro                                    | Minas Gerais        |
| Jorge Lafayette Pinto Guimarães                            | Rio de Janeiro      |
| José Cândido de Carvalho Filho                             | Ceará               |
| José de Aguiar Dias                                        | Minas Gerais        |
| José de Jesus Filho                                        | Minas Gerais        |
| José Fernandes Dantas                                      | Rio Grande do Norte |
| José Joaquim Moreira Rabello                               | Bahia               |
| José Néri da Silveira                                      | Rio Grande do Sul   |
| José Pereira de Paiva                                      | Minas Gerais        |
| José Thomaz da Cunha Vasconcellos Filho                    | Rio de Janeiro      |
| Lauro Franco Leitão                                        | Rio Grande do Sul   |
| Márcio Ribeiro                                             | Minas Gerais        |
| Miguel Jeronymo Ferrante                                   | Acre                |
| Nilson Vital Naves                                         | Minas Gerais        |
| Nísio Baptista de Oliveira                                 | Minas Gerais        |
| Oscar Corrêa Pina                                          | Mato Grosso         |
| Oscar Saraiva                                              | São Paulo           |
| Otto Rocha                                                 | Minas Gerais        |
| Paulo Laitano Távora                                       | Rio Grande do Sul   |
| Paulo Roberto Saraiva da Costa Leite                       | Rio Grande do Sul   |
| Pedro da Rocha Acioli                                      | Alagoas             |
| Romildo Bueno de Souza                                     | São Paulo           |
| Sebastião Alves dos Reis                                   | Minas Gerais        |
| Vasco Henrique D'Ávila                                     | Rio Grande do Sul   |
| Washington Bolívar de Brito                                | Bahia               |
| William Andrade Patterson                                  | Bahia               |
| Wilson Gonçalves                                           | Paraíba             |